# Frank Jordan
Pour les articles homonymes, voir Jordan.
Frank Jordan, né le 20 février 1935 à San Francisco, est un homme politique américain membre du Parti démocrate.
Il a été maire de San Francisco entre 1992 et 1996, élu sur un programme indiquant qu'il voulait « un nettoyage des rues et se débarrasser des mendiants »,. Il fut auparavant à la tête du San Francisco Police Department entre 1986 et 1990.